# Ne pas stagner
Pour plus de détails, voir Fiche technique et Distribution.
Ne pas stagner est un film documentaire belge de Boris Lehman réalisé en 1973.

## Fiche technique
- Titre : Ne pas stagner
- Réalisation : Boris Lehman
- Musique : Philippe Boesmans et Bernard Foccroulle
- Photographie : Michael Sander et Michel Baudour
- Son : Jacques Eippers
- Montage : Claude Zaccaï
- Production : Boris Lehman
- Société de production : Le Club Antonin Artaud
- Pays :  Belgique
- Genre : Documentaire et drame
- Durée : 86 minutes
- Dates de sortie : 
  -  Belgique : 1973